# Ghost Love Score
Ghost Love Score (En español: "Partitura de amor fantasmal") es una canción del grupo finlandés de metal sinfónico Nightwish, con una duración de diez minutos y dos segundos. La canción se encuentra en el álbum del año 2004 llamado Once, y fue compuesta por el teclista de la banda Tuomas Holopainen. Una versión instrumental de la canción fue añadida al sencillo Wish I Had an Angel, la cual tiene 12 segundos más.
En el año 2006, Nightwish lanzó un pack de dos CD en directo, End of an Era. El cuarto track en el disco es una versión de Ghost Love Score, la cual dura 10 minutos con 28 segundos.
La canción (en especial la grabación en vivo del disco End of an Era) es considerada como una de las piezas más épicas de sus obras, en la canción, el coro canta:
My fall will be for you
My love will be in you
If you be the one to
Cut me I'll bleed forever
Las últimas dos líneas posteriormente se cambiaron por:
You were the one to cut me
So I will bleed forever)
Aparte del coro, Tarja Turunen actúa vocalmente en esta canción, hablando de un amor que deja de vivir (el "amor fantasma").
| Inglés        | Español        |
| ------------- | -------------- |
| Take me       | Llévame        |
| cure me       | cúrame         |
| kill me       | mátame         |
| bring me home | llévame a casa |

## Personal
- Tarja Turunen – cantante
- Emppu Vuorinen – Guitarras
- Marco Hietala – Bajo
- Tuomas Holopainen – Teclados y Piano
- Jukka Nevalainen – Batería

En el año 2013 Nightwish actúa en el festival Wacken Open Air en Alemania con su cantante actual, Floor Jansen, dejando lo que es considerada una de las mejores actuaciones en vivo jamás realizadas. La interpretación de Ghost Love Score llega a cotas divinas cuando Floor Jansen roza la perfección, una demostración de potencia y control a la altura de muy pocas cantantes.